# 養蚕村
養蚕村（こかいむら）は茨城県真壁郡にかつて存在した村である。

## 概要
現在の筑西市の中部、旧下館市の東部に位置する。村のほとんどは平地である。村内には小貝川と五行川が流れている。
現在一帯は養蚕（ようさん）地区と呼ばれ、筑西市立養蚕小学校や養蚕公民館の読みはいずれも「ようさん」である。
しかし『下館市史』によれば、「本村は小貝川沿岸に位置する農村であり、養蚕業が盛んであったので、小貝を養蚕と改め新村名を養蚕と称することになった」とあるため、「養蚕」の当初の読みは小貝と同じ「こかい」だったと思われる。大正13年（1924年）発行の『眞壁郡鄕土史』には、小貝川の説明として「蠶飼川　子飼川養蠶川或は小貝川」とあり、小貝川そのものを養蠶川（「蠶」は「蚕」の異体字）と表記することもあったようである。

### 歴史
- 1889年（明治22年）4月1日 - 町村制施行により、成田村・島村・蕨村・塚原村・上川中子村・下中山村・川連村・茂田村・徳持村・大塚村が合併し真壁郡養蚕村が発足。
- 1954年（昭和29年）2月1日 - 竹島村とともに下館町に編入。同日養蚕村消滅。

村域の変遷表
| 1868年 以前 | 1868年 以前 | 明治22年 4月1日 | 昭和29年      | 昭和29年 | 平成17年 10月1日 | 現在   |
| 1868年 以前 | 1868年 以前 | 明治22年 4月1日 | 2月1日        | 3月15日  | 平成17年 10月1日 | 現在   |
| ----------- | ----------- | --------------- | ------------- | -------- | ---------------- | ------ |
|             | 成田村      | 養蚕村          | 下館町 に編入 | 市制     | 筑西市           | 筑西市 |
|             | 島村        | 養蚕村          | 下館町 に編入 | 市制     | 筑西市           | 筑西市 |
|             | 蕨村        | 養蚕村          | 下館町 に編入 | 市制     | 筑西市           | 筑西市 |
|             | 塚原村      | 養蚕村          | 下館町 に編入 | 市制     | 筑西市           | 筑西市 |
|             | 上川中子村  | 養蚕村          | 下館町 に編入 | 市制     | 筑西市           | 筑西市 |
|             | 下中山村    | 養蚕村          | 下館町 に編入 | 市制     | 筑西市           | 筑西市 |
|             | 川連村      | 養蚕村          | 下館町 に編入 | 市制     | 筑西市           | 筑西市 |
|             | 茂田村      | 養蚕村          | 下館町 に編入 | 市制     | 筑西市           | 筑西市 |
|             | 徳持村      | 養蚕村          | 下館町 に編入 | 市制     | 筑西市           | 筑西市 |
|             | 大塚村      | 養蚕村          | 下館町 に編入 | 市制     | 筑西市           | 筑西市 |

## 人口・世帯

### 人口
総数 [単位： 人]
| 1891年（明治24年） | 2,202 |
| 1920年（大正 9年） | 2,565 |
| 1935年（昭和10年） | 3,086 |
| 1950年（昭和25年） | 4,265 |

### 世帯
総数 [単位： 世帯]
| 1920年（大正 9年） | 465 |
| 1935年（昭和10年） | 558 |
| 1950年（昭和25年） | 748 |